# Рыбаковщина (Минская область)
Рыбаковщина (бел. Рыбако́ўшчына) — деревня в Узденском районе Минской области Беларуси. Входит в состав Дещенского сельсовета. Население — 12 человек (2009).

## География
Находится в 30 километрах к востоку от районного центра — города Узда, в 50 километрах от областного центра — города Минска.
Находится в непосредственной близости с деревней Колодино. Деревни разделяет река Осочанка, которая впадает в реку Птичь.
Деревня окружена смешанными лесами и болотами.
К востоку от деревни проходит шоссе Н9845, соединяющее её с трассой P23 и окрестными населёнными пунктами.

### Гидрография
Река Осочанка.

## История
До 30 октября 2009 года деревня Рыбаковщина входила в состав Тепленского сельсовета.

## Инфраструктура
В деревне построено порядка 20 домов, активно строятся новые дачные дома и коттеджи.

## Известные уроженцы
- Иван Максимович Сокольчик (1928—2019) — строитель-монтажник, участник партизанского движения в Великой Отечественной войне, Герой Социалистического Труда[3][4].